# Хекові
Хекові (Merlucciidae) — родина тріскоподібних риб (Gadiformes).
Поширені у холодних водах Атлантики та Пацифіки, зазвичай зустрічаються на глибинах більш за 50 м у субтропічних, помірних, субарктичних і субантарктичних регіонах.
Найвідоміші роди — Macruronus і Merluccius. Це хижі риби, які сягають 1,55 м довжиною (зазвичай тільки половину цієї довжини), населяють континентальний шельф і континентальний схил, живляться дрібними рибами. Деякі мають комерційне значення, зокрема такі як гренадер блакитний (Macruronus novaezelandiae), що відловлюється у південній Пацифіці, і хек тихоокеанський (Merluccius productus) з північної Пацифіки біля берегів Північної Америки.